# 蒲州街道
蒲州街道是中华人民共和国浙江省温州市龙湾区下辖的一个街道办事处。

## 行政区划
蒲州街道下辖以下村级行政区划单位：
蒲江社区、下埠村、上江村、上庄村、屿田村、江前村和汤家桥村。